# Epcot International Food & Wine Festival
O Epcot International Food & Wine Festival é um festival anual de culinária no Epcot, no Walt Disney World Resort em Bay Lake, Flórida. É executado tipicamente do final de setembro a meados de novembro, embora nos últimos anos a data de início tenha adiantado para o final de agosto. Quiosques especiais são montados em todo o espaço do World Showcase com alimentos e bebidas que representam vários países. As atividades, temas e patrocinadores corporativos mudaram ao longo dos anos desde que o festival começou em 1995.
A entrada para o festiva está inclusa na entrada do parque, mas os hóspedes devem comprar a comida e a bebida separadamente. As atividades incluem concertos, autógrafos e demonstrações. Alguns eventos especiais exigem uma entrada separada.

## História
George Kalogridis, presidente do Walt Disney World Resort desde 2013, concebeu a ideia para o festival.
Em 15 de fevereiro de 2016 foi anunciado que o Disney California Adventure sediaria seu próprio <i>Food &amp; Wine Festival</i>, apenas nos finais de semana, durante abril de 2016, após um hiato de cinco anos.

### 2014

O pavilhão sendo usado como o centro do festival durante o Epcot International Food & Wine Festival 2014

O Orlando Sentinel informou que o Epcot International Food & Wine Festival 2014 incluia 100.000 porções de sobremesa, 360.000 porções de cerveja, 300.000 doses de vinho, 1,5 milhão de amostras de tapas e visitantes de mais de 25 países.
O evento decorreu de 19 de setembro a 10 de novembro, um total de 53 dias, sendo o mais longo dos 19 anos de história do festival.
Os estandes foram África, Austrália, Bélgica, Block & Hans, Brasil, Brewer's Collection, Canadá, China, Craft Beers, Desserts & Champagne, Farm Fresh, Fife & Drum, França, Alemanha, Grécia, Havaí, Hops & Barley, Irlanda, Itália, Japão, México, Marrocos, Nova Zelândia, Patagônia, Polônia, Porto Rico, Refreshment Port, Escócia, Singapura, Coréia do Sul, Terra, e Refreshment Cool Post.

#### 2014 Eat to the Beat Concert Series

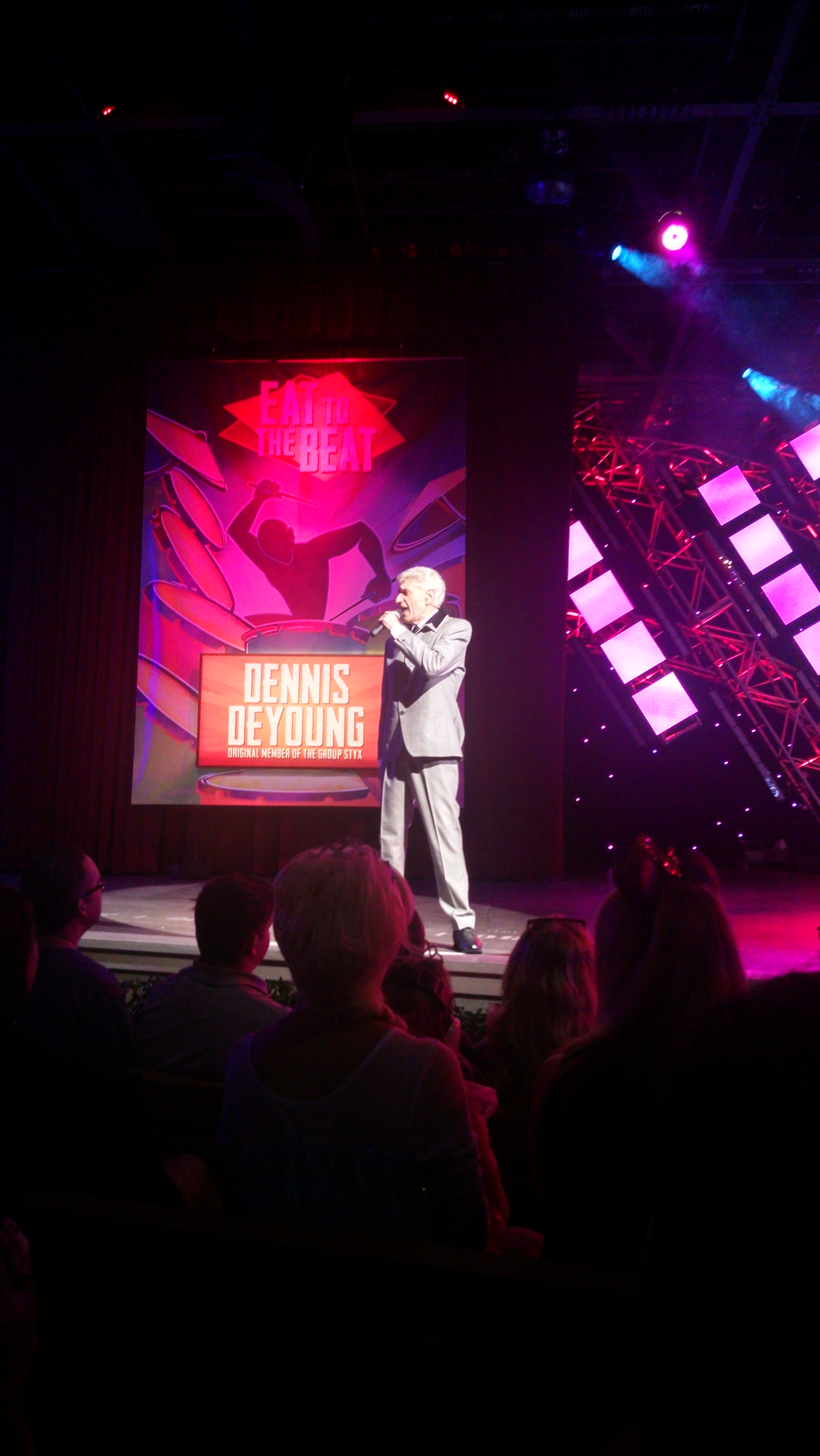
Dennis DeYoung se apresentando durante a série de concertos Eat to the Beat de 2014

Eat to the Beat é uma série de shows durante o festival que ocorre dentro do <i>America Gardens Theatre</i>. Os artistas se apresentaram três vezes durante o dia, às 17:30, 18:45 e 20:00. Os artistas de 2014 foram Jo Dee Messina, The Pointer Sisters, The Commodores, Christopher Cross, Hanson, Air Supply, Starship e Mickey Thomas, Sugar Ray, Fuel, Sister Hazel, Richard Marx, Billy Ocean, Night Ranger, Smash Mouth, Jim Brickman, Los Lonely Boys, Wilson Phillips, Dennis DeYoung (membro original do STYX), 38 Special, Boyz II Men, David Cook e Big Bad Voodoo Daddy.

### 2015
O Epcot International Food & Wine Festival 2015 decorreu de 25 de setembro a 16 de novembro. O festival recebeu adições de novos estandes incluindo o Cheese Studio, o Wine Studio, Intermissions Café, The Outpost, Chew Lab, e Sustainable Chew, sendo estes dois últimos inspirado pelo programa do canal ABC The Chew, e também o estande da República Dominicana. Além disso, o Ocean Spray Cranberry Bog retornou pelo quarto ano após uma ausência de um ano. Dois países não retornaram da programação de 2014, Porto Rico e Singapura.

#### 2015 Eat to the Beat Concert Series
A lineup do festival incluiu o retorno de Dennis DeYoung, Starship e Mickey Thomas, Christopher Cross, The Pointer Sisters, 38 Special e Air Supply, ao lado dos novatos Tiffany, Maxi Priest, Everclear e Chaka Khan.

### 2016
O Epcot International Food & Wine Festival 2016 foi realizado de 14 de setembro a 14 de novembro. O festival de 2016 viu a adição de novos estandes, incluindo a Brewer's Collection, o Chocolate Studio e as Ilhas do Caribe. Não voltando da programação de 2015, incluímos os estandes da Fife & Drum, The Outpost e Terra. O Wine Studio foi combinado com o Cheese Studio para se tornar o Wine & Dine Studio, enquanto o Chew Lab e o Sustainable Chew se combinaram para se tornar o The Chew Collective. O festival também incluiu novos eventos premium em alguns dos resorts da Disney pela primeira vez, incluindo eventos no Disney's Contemporary Resort, no Grand Floridian Resort & Spa da Disney, no Polynesian Village Resort da Disney e no Yacht Club Resort da Disney .

#### 2016 Eat to the Beat Concert Series
A programação incluiu o retorno de Dennis DeYoung, Starship e Mickey Thomas, Fuel, Sugar Ray, Los Lobos, Wilson Phillips, Blues Traveler, Christopher Cross, 38 Special, Chaka Khan, Billy Ocean, Hanson, Boyz II Men, Sister Hazel, Big Bad Voodoo Daddy e Air Supply, ao lado dos recém-chegados Wang Chung, BoDeans, Plain White T, Jeffrey Osborne, Toad The Wet Sprocket, Living Colour, Soul Asylum e Delta Rae.

### 2017
O Epcot International Food & Wine Festival de 2017 decorreu de 31 de agosto a 13 de novembro.

### 2018
Em 2018 o festival foi realizado de 30 de agosto a 12 de novembro de 2018. Houve inúmeras novas adições ao festival em 2018, incluindo Character Dance Party, Sunday Brunch with the Chef, Junior Chef Kitchen e Food & Beverage Pairings. Ocorreram eventos especiais, como demonstrações de chefs famosos (de nomes como Robert Irvine, Art Smith, Alex Guarnaschelli ), Seminars for Cheese, Beverages and Baking, Party for the Senses e 36 cabines de alimentos e bebidas em todo o Epcot.
Os estandes daquele ano foram Active Eats, África, Almond Orchard (mantido pela marca Blue Diamond Almond Breeze), Austrália, Bélgica, Brasil, Brewer's Collection, Canadá, The Cheese Studio (mantido pela marca Boursin Cheese), China, Chocolate Studio, Coastal Eats, Craft Drafts, Earth Eats, The Festival Center Wine Shop, Flavors from Fire, França, Alemanha, Grécia, Havaí, Hops & Barley, Índia, Irlanda, Ilhas do Caribe, Itália, Japão, Light Lab, México, Marrocos, Nova Zelândia, Refreshment Outpost, Refreshment Port, Shimmering Sips Mimosa Bar, Espanha, Tailândia, Wine and Dine Studio.

#### 2018 Eat to the Beat Concert Series
Durante o festival, o público pôde assistir a algumas das bandas mais populares dos anos 80 a 2000, se apresentando todas as noites no America Gardens Theatre . Os shows ocorrem às 17h30, 18h45 e 20h. Esses shows eram gratuitos com a entrada no Epcot.
Os artistas que se apresentaram foram Blue October, Tiffany, Mercy Me, Glass Tiger, Tauren Wells, Postmodern Jukebox, Vertical Horizon, Baha Men, Plain White T's, Living Color, Shiela E, Sugar Ray, David Cook, Jeffrey Osbourne, Jim Belushi e Sacred Hearts, Everclear, Mark Wills, Air Supply, Anderson East, Sister Hazel, 98 Degrees, .38 Special, Devon Allman Project, Kenny G, Billy Ocean, Starship e Mickey Thomas, Hanson, High Valley, Taylor Dayne, Boyz II Men, The Hooters, Big Bad Voodoo Daddy.

### 2019
Em 2019 o festival decorreu de 29 de agosto a 23 de novembro. Para esta edição volta o popular Party for the Senses, o Eat to the Beat Concerts, demonstrações de chefes celebridades, um número recorde de barracas de comida no Global Marketplace e novos seminários.

#### 2019 Eat to the Beat Concert Series
Durante o festival o público pôde presenciar algumas das bandas mais populares dos anos 80 a 2000 se apresentando todas as noites no America Gardens Theatre. Os shows foram às 17h30, 18h45 e 20h.
A lineup anunciada trouxe artistas novatos ao festival como Sawyer Brown, Grace Kelly, Zach Williams, Lauren Daigle, Jimmie Allen, Boyce Avenue, Southern Avenue e D'Capella. E os veteranos Plain White T's, MercyMe, TBD, The Allman Betts Band, Everclear, STARSHIP e Mickey Thomas, Post Modern Jukebox, Blue October, Mark Wills, Sugar Ray, 38 Special, Baha Men, Billy Ocean, Sheila E, High Valley, Hanson, Sheena Easton, Boyz II Men, The Hooters e Big Bad Voodoo Daddy.